# آکادمی هوانوردی استونی
آکادمی هوانوردی استونی (استونیایی: Eesti Lennuakadeemia) یک دانشگاه مخصوص علوم هوانوردی در روستای رئولا در شهرستان تارتو، استونی است.
این دانشگاه که در کنار فرودگاه تارتو واقع شده در سال ۱۹۹۳ تأسیس شده و در رشته‌های مدیریت و نظارت ارتباط و ناوبری هوانوردی، خلبانی هواپیما، خلبانی هلیکوپتر، مدیریت هوانوردی و تکنیسین تعمیر و نگه‌داری فعالیت می‌کند.

## سازمان و دانشگاه‌های همکار
- مدرسه هوانوردی دانشگاه آنادولو
- کالج آویا
- EUROCONTROL Institute of ANS
- فرودگاه هلسینکی
- Hochschule Bremen
- Hogeschool van Amsterdam
- فن‌ایر
- Katholieke Hogeschool Kempen
- لوفت‌هانزا Technical Training
- دانشکده هوانوردی دانشگاه لوند
- Lycon Engineering AB
- کالج مای‌فلاور
- National Defence University of Warsaw
- Patria Pilot Training OY
- Riga Technical University
- SAS Flight Academy
- Transport and Telecommunication Institute
- University of Maryland Eastern Shore
- Vilnius Gediminas Technical University
- Technical University of Košice